# Bolla d'oro del 1356

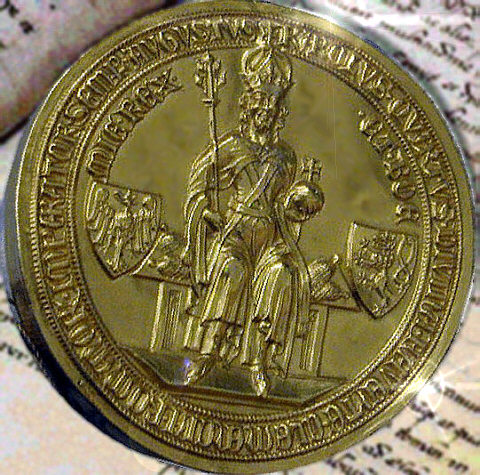
Il sigillo della Bolla d'oro, raffigurante l'imperatore Carlo IV

La Bolla d'oro del 1356, nota anche come Bolla d'oro di Norimberga o Bolla d'oro di Metz e spesso indicata semplicemente, per antonomasia, come Bolla d'oro (in tedesco Goldene Bulle, in latino Bulla Aurea), è un editto, approvato dalla dieta di Norimberga e Metz ed emanato dall'Imperatore del Sacro Romano Impero Carlo IV nel 1356, con il quale fu formalmente fissata la procedura per l'elezione imperiale, fino ad allora basata sulla consuetudine. È forse la più importante tra le bolle d'oro imperiali e sino al 1806 il documento rappresentò uno dei fondamenti costituzionali del Sacro Romano Impero.

## Storia
Fin dall'incoronazione di Carlo Magno, effettuata da papa Leone III nel Natale dell'800, era prerogativa dei pontefici di Roma incoronare gli imperatori del Sacro Romano Impero. Nell'anno 1355 papa Innocenzo VI (Étienne Aubert, francese) incoronò imperatore il re di Boemia, Carlo IV della casa di Lussemburgo. Il papa continuò a svolgere un ruolo centrale nel garantire la legittimità sacra e simbolica del re dei Romani, che veniva considerato imperatore solo dopo aver ricevuto l'incoronazione dal pontefice.

## Contenuto
La Bolla stabiliva che l'elezione dell'imperatore fosse automaticamente connessa con quella di Re dei Romani, senza più la necessità di ottenere la corona d'Italia per poter ascendere al soglio imperiale, e demandata ad un'assemblea di sette membri, quattro laici e tre ecclesiastici. All'interno del documento il titolo di "imperatore" non viene mai menzionato per designare l'individuo eletto collegialmente; il motivo rientra in un timore da parte di Carlo IV di poter accendere nuovamente la miccia degli scontri tra papato e impero ("lotta per le investiture") dell'XI e XII secolo. Il titolo di Re dei romani era dunque una denominazione interpretativa per far comprendere quanto ancora l'intervento del papa fosse fondamentale per la conferma del ruolo di Imperatore del re dei romani stesso. I quattro membri laici erano il re di Boemia, il duca di Sassonia, il margravio del Brandeburgo ed il conte palatino del Reno. I tre membri ecclesiastici erano gli arcivescovi di Colonia, Magonza e Treviri. L'incoronazione fu trasferita da Roma in Germania e attribuita ai tre grandi elettori ecclesiastici, ossia gli arcivescovi di Colonia, Magonza e Treviri. Effetto della Bolla fu un ridimensionamento delle pretese universalistiche in precedenza connesse con la corona imperiale, per la quale non divenne più indispensabile ottenere l'approvazione papale, ma allo stesso tempo, confermando agli speciali privilegi territoriali e nobiliari degli Elettori, portò ad un conseguente indebolimento del potere centrale dell'imperatore, dipendente da essi per l'esercizio dei propri poteri sovrani.
Nei trentuno capitoli del documento trovavano spazio anche numerose altre leggi. In particolare, il quindicesimo capitolo stabiliva l'illegalità delle confederazioni e consentiva la persecuzione delle leghe che si erano formate tra le città dell'impero durante il Medioevo. La Bolla d'oro stabilì il principio della indivisibilità territoriale e, per i soli membri laici, anche il diritto di trasmissibilità del titolo mediante il principio della primogenitura, con conseguenti privilegi. Impose inoltre che la prima riunione del Consiglio imperiale fosse sempre da tenersi nella città di Norimberga. La Bolla d'oro, promulgata nella sua versione conclusiva a Metz il 25 dicembre del 1356, restò in vigore fino al 1806, anno in cui il Sacro Romano Impero si sciolse.
Dal 2013 il testo tedesco del documento, sette esemplari del quale sono conservati a Vienna, Francoforte, Monaco di Baviera, Darmstadt, Stoccarda e Norimberga, è stato incluso dall'UNESCO nell'elenco delle memorie del mondo.